# CA Atlanta
Club Atlético Atlanta jest argentyńskim klubem piłkarskim z siedzibą w dzielnicy Villa Crespo w Buenos Aires. Obecnie drużyna występuje w trzeciej lidze argentyńskiej (Primera B Metropolitana).

## Osiągnięcia
- Mistrz drugiej ligi argentyńskiej (2): 1956, 1983
- Mistrz drugiej ligi stołecznej (Primera B Metropolitana – do 1986 odgrywała rolę drugiej ligi ogólnokrajowej, od 1986 po utworzeniu Nacional B, trzecia liga) (3): 1956, 1983, 1995

## Historia
Klub został założony 12 października 1904 w Buenos Aires. Źródła mówią, że nazwa klubu pochodzi od trzęsienia ziemi, które nawiedziło wówczas amerykańskie miasto Atlanta. Pierwszym prezydentem klubu został Elias Sanz.
Atlanta wygrała stołeczną ligę (Primera B – Metropolitano) w latach 1995, 1983 i 1956, przy czym liga ta do 1986 była drugą ligą argentyńską, a po 1986 stała się ligą trzecią. Klub wygrał także Copa Suecia w 1960.

## Stadion
Stadionem klubu jest „Don León Kolbovsky”, położony w okolicach Villa Crespo w mieście Buenos Aires. Oddany został do użytku w 1960, a jego pojemność wynosi 34000 widzów.
Stadion znany jest także pod nazwą „Drewniany Monumental”, co ma przypominać stadion klubu River Plate Estadio Monumental Antonio Vespucio Liberti, największy stadion w Argentynie.

## Przydomek
Ponieważ klub nie miał swojego stadionu przez ponad pół wieku od momentu założenia otrzymał przydomek Los Bohemios, gdyż gracze klubu musieli wędrować z miejsca na miejsce by rozgrywać „domowe” mecze na cudzych boiskach. Ta etykietka przypisana została również kibicom klubu. Pojedyncza forma „El Bohemio” jest także akceptowana i może być używana w odniesieniu do organizacji lub poszczególnego piłkarza lub kibica klubu.